# مافالدا
مافالدا (به اسپانیایی: Mafalda) یک کمیک در آرژانتین است. خالق این شخصیت کینو (خواکین سالوادور لاوادو)، کارتونیست آرژانتینی بود. 